# Nogent-sur-Marne
Nogent-sur-Marne là một xã trong vùng đô thị Paris, thuộc tỉnh Val-de-Marne, vùng hành chính Île-de-France của nước Pháp, có dân số là 28.191 người (thời điểm 1999).

## Các thành phố kết nghĩa
- Yverdon-les-Bains, Thụy Sĩ
- Siegburg, Đức
- Val Nure, Ý
- Castiglione dei Pepoli, Ý
- Nazaré Bồ Đào Nha
- Boleslawiec, Ba Lan